# جان گریرکس
جان گریرکس (انگلیسی: John Greatrex؛ زادهٔ ۱۸ نوامبر ۱۹۳۶) بازیکن فوتبال اهل بریتانیا است.
از باشگاه‌هایی که در آن بازی کرده‌است می‌توان به باشگاه فوتبال نوریچ سیتی اشاره کرد.